# Kolsassberg
Kolsassberg är en ort och kommun i distriktet Innsbruck-Land i förbundslandet Tyrolen i Österrike. Kommunen har 869 invånare (2024). Den ligger 19 km öster om Tyrolens huvudstad Innsbruck.